# Csapody család (zalalövői)

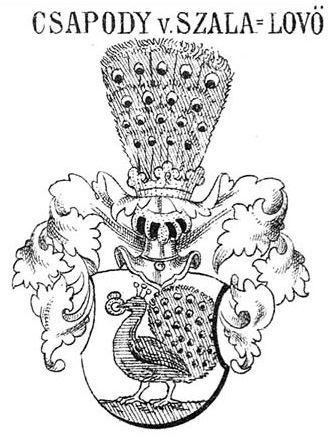
A zalalövői Csapody család címere (rajz)

A zalalövői Csapody család egy Zala, Veszprém és Somogy vármegyei nemesi család, amely kihalt a 19. század közepén.

## A család története

### Zalalövői Csapody István várkapitány
A Csapody család első ismert említése a 17. századból származik, amikor 1626. szeptember 26-án II. Ferdinánd magyar király nemeslevelet adományozott Bécsben Chiapody Istvánnak, atyának Chiapody alias Szabó Pálnak, valamint anyjának Helenának és Ferenc és Miklós testvéreinek is. Röviddel utána Veszprém vármegyében hirdették ki a nemeslevelet.
Az adományt szerző fia, ifjabb zalalövői Csapody István (†1703), a győri vár lovas alparancsnoka volt. 1663. március 11-én Gorup Ferenc püspök mellett tiltakozott amikor, megtörtént a beiktatás a bicskei, a csabdi és a mányi birtokokra, amelyeket I. Lipót magyar király adományozott Szeghy János komáromi alispánnak és Drashóczy András tatai tiszttartónak, mivel az uralkodó gazdátlanoknak vélte őket. Ezeket a birtokokat eredetileg 1649. június 18-án gróf Batthyány Ádám (1610–1659) zálogba adta Zichy Istvánnak (1616–1693), az egykori Győri várkapitánynak, aki akkor még bírta zálog címen, és ezért ekkor Csapody István képviselte az urát ez ügyben. 1669 decemberében bicskei város bírája és esküdtjei több levelet küldött Csapody István tiszttartónak, hogy Zichy István segítséget kérjen Király János győri harmincadoson keresztül gróf Batthyánytól, mivel a Fejér megyei várból a török több embert hurcolt el egy támadás során. Király János harmincados, tulajdonképpen sógora volt Csapody Istvánnak, mivel leánytestvérét, Csapody Évát korábban vette el. 1670 körül Csapody István házasságot kötött az előkelő és tehetős, nagy múltra visszatekintő Zala vármegyei nemesi osztopányi Perneszy családból Perneszy Zsófia (fl. 1651–1702) kisasszonnyal, akinek a szülei osztopáni Perneszy István, lövői kapitány és nyéki Rauch Zsuzsanna voltak, a Batthyány család igen bizalmas familiárisai.
Csapody István, a felesége révén igen jelentős vagyonhoz jutott, több földbirtokot szerzett meg; köztük a zalalövői földbirtok és az ottani kis várkastélyt, amelytől a későbbiekben a család nemesi előneve ered. 1684-ben elhunyt Perneszy Ferenc, és a vár kapitányi tisztség, sógorára, Csapody Istvánra szállt. 1687-ben Csapody István kapitánysága alatt a várban 35 lovas 1 tizedes vezetésével, valamint egy gyalogos vajda alatt 3 tizedes vezetésével, 35 királyi hajdú szolgált. 1696. október 9-én Csapody István tiltakozott, mert a javakat a zalai Alibanfa nevű földbirtokon, amelyeket gyermekei a Perneszy hagyatékból egyenlő joggal örököltek, minden előzetes figyelmeztetés nélkül, vérségileg kívülállóknak eladták. 1698-ban még Csapody István volt a zalalövői várkapitány, majd halála után, a vár használaton kívül volt, magára hagyva adták át az enyészetnek.

### Csapody István gyermekei és további leszármazottjai
Zalalövői Csapody István várkapitánynak, földbirtokosnak és osztopáni Perneszy Zsófiának az egyik fia, Csapody Ferenc (1689–1762), 1731-ben vasi szolgabíró volt, nagyszombati kerületi tábla ülnöke; Csapody Ferenc leánytestvére, zalalövői Csapody Mária (fl. 1710-1714) volt, aki 1710. március 8-án Dozmaton férjhez ment az előkelő földbirtokos nemesi barkóczi Rosty család sarjához barkóczi Rosty Lászlóhoz, vasi főszolgabíróhoz. 1714. május 2-án a Kerka folyó melletti Kutas nevű birtokon megjelent szalapatakai Nagy György alias Gábor György, Zala vármegye másodalispánja, és neje zalalövői Csapody Katalin, valamint barkóczi Rosty László, és neje zalalövői Csapody Mária (fl. 1710-1714), és Csapody Ferenc (1689–1762), akik pert indítottak özvegy gróf Batthyány Ádámné gróf Strattmann Eleonóra ellen, mivel a grófnő officialisa és a körmendi uradalmának jószágkormányzója, Kiss Szabó alias Osterics Pál, 1711-ben a főnemesasszony összes jobbágyával hatalmaskodott ezen a Csapody féle földbirtokon és több értéket hordtak át Edericsbe szalapatakai Nagy Györgynek és barkóczi Rosty Lászlónak és feleségeinek (akik leánytestvérek) nagy károkat okozva.
Csapody Ferenc feleségül vette szentviszlói Deseő Máriát (†1756), aki számos gyermekkel áldotta meg: Az egyik fia Csapody László (1724–1791) jezsuita volt, és ennek a testvére Csapody Lajos (1729–1805) szintén jezsuita volt és veszprémi kanonok. Az egyik lánya, Csapody Borbála (1731–1794) Zalalövőn először forintosházi Forintos Jánoshoz (1727–1771), zalai főjegyzőhöz ment férjhez, majd halála után Bajáky Boldizsárhoz (1728-1794), Bajáki Mihály (1671–1734) vasi főszolgabíró és niczki Niczky Mária (1698–1759) fiához ment férjhez Salomváron 1777. január 12-én. Csapody Ferenc és Deseő Mária egy másik lánya, zalalövői Csapody Erzsébet (1739–1781), besenyői és velikei Skublics János (1738–1808) házastársa lett. A sok gyermekük közül két lánya apáca lett, Csapody Kajetána (1737–1789), aki Salomváron élt és az "Angéla" nevet vette fel, valamint Csapody Kata (1738–1804), aki Pesten klarissza volt. Az egyetlenegy fiúgyermekük Csapody Ferencnek és Deseő Máriának, Csapody József (1727–1771) Somogy vármegye főszolgabírája volt. Csapody Ferenc örökösei a Mária Terézia kori úrbérrendezés alatt, osztatlanul még 3 úrbéri földet birtokoltak Zala vármegyében: összesen 121 úrbéri hold, 14 jobbággyal és 4 zsellérrel. Ekkor még az osztopáni Perneszy család neve alatt szerepelt a hatalmas Somogy vármegyei birtokállomány, amelyet később, Csapody József fia, zalalövői Csapody Gábor szerzett magának. A 11 Somogy megyei úrbéri birtok, összesen 6636 úrbéri holdat alkotott, és rajta 328 jobbágy és 80 zsellér lakott. A központja, a legnagyobb birtok, természetesen az ádándi volt, amely egyedül maga 1401 úrbéri holdból állt.
Csapody József 1750-ben szerezte meg a diplomáját a Nagyszombati Egyetemen. 1756. július 4-én Tevelen, vette feleségül a tehetős köznemesi családból származó jobaházi Dőry Annát, Dőry Ignác (1713–1780) és Bezerédj Julianna (1720–1752) lányát. Csapody József és Dőry Anna lánya, zalalövői Csapody Borbála (1759–1815), gyömörei és teölvári Gyömörey György (1754–1816) felesége lett. Az egyetlen fiúgyermekük, zalalövői Csapody Gábor (1760–1825), somogyi alispán és királyi tanácsos volt.

#### Csapody Gábor ádándi birtokos és fia

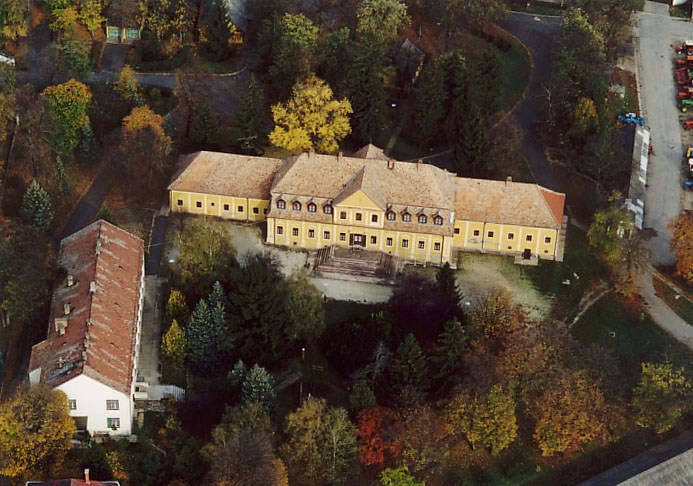
Az ádándi Csapody-kastély, amelyet Csapody Gábor építtetett.

Csapody Gábor (1760–1825), somogyi alispán és királyi tanácsos, zalalövői Csapody József és jobaházi Dőry Anna fia volt, aki az osztopáni Perneszy család Somogy vármegyei hatalmas birtokait szerezte meg, és központján, Ádándon, telepedett le. 1802. május 24-én Csapody Gábor 14 ezer forintot fizetett osztályosrokonainak, a boldogfai Farkas család örököseinek, és ezzel békés megállapodásra jutott boldogfai Farkas Ferenccel (1742–1807), nemesapáti esperessel, tubolyszeghi Tuboly Lászlóval (1756–1828), néhai boldogfai Farkas Erzsébet (1761–1801) férjével, és a többi Farkas testvér-örökössel. Ezzel ténylegesen megvásárolta a Perneszy őseitől, addig még osztatlan, és több családtag által bírt ádándi birtokot.
A család 1859-ben halt ki az ádándi születésű zalalövői Csapody Pál (1808–1859) táblabíróval, az előző Csapody Gábor alispán és nádasi Tersztyánszky Erzsébet (1770–1841) egyetlen fiával. Csapody Pál kiváló lótenyésztő volt, ő maga is jó lovas, remek fogathajtó volt a túlsúlyos testalkata ellenére. Csapody Pál táblabíró, ádándi földbirtokosnak nem volt örököse, Kőszegen hunyt el az özvegye, kisgeszényi Szabó Amália (1809–1888), akit 30 évvel korábban, Dozmaton, vett el 1826 január 10.-én. Az 1848-as forradalom alatt Csapody Pál honvéd kapitány volt, és közeli barátságot ápolt Csány Lászlóval és kehidai Deák Ferenccel. Ádándon, Somogy vármegyében, Csapody Pál hatalmas kastélyt építtetett 1820 és 1827 között a Perneszy család régi kastélya helyére. Halála után, 1856-tól több tulajdonosa lett a Csapody ádándi kastélynak, először gróf Wickenburg, majd a vizeki Tallián család, és később az osztrák bálvanyosi Satzger család vásárolta meg az 1200 négyzetméteres alapterületű épületet és a hozzá tartozó földbirtokot.

## A zalalövői Csapody család címere
A címer leírása: Vörös pajzsban zöld dombon álló természetes színű, felemelt, kiterjesztett farkú, csőrével gyémántköves aranygyűrűt tartó jobbra fordult páva. Sisakdísz: a koronából kinövő, a pajzsbeli gyűrűvel megrakott kiterjesztett pávafark. Takaró: vörös-ezüst, zöld-ezüst.

## A család jelentősebb tagjai
- zalalövői Csapody István (†1703), győri lovas alparancsnok, a zalalövői vár utolsó kapitánya és tulajdonosa.
- zalalövői Csapody Ferenc (1689–1762), Vas vármegye szolgabírája, a nagyszombati kerületi tábla ülnöke
- zalalövői Csapody László (1724–1791), jezsuita rendi tanár, költő.
- zalalövői Csapody József (1727–1771) Somogy vármegye főszolgabírája.
- zalalövői Csapody Lajos (1729–1801), jezsuita rendi szerzetes, címzetes püspök.
- zalalövői Csapody Gábor (1760–1825), somogyi alispán és királyi tanácsos.
- zalalövői Csapody Pál (1808–1859) táblabíró, 1848-as honvédkapitány.